# Grand Champions Cup femminile 2013
La Grand Champions Cup 2013 si è svolta dal 12 al 17 novembre 2013 a Nagoya e Tokyo, in Giappone: al torneo hanno partecipato sei squadre nazionali e la vittoria finale è andata per la seconda volta al Brasile.

## Impianti
|                                                                                     |                                                                                  |  |
|                                                                                     |                                                                                  |  |
| Nagoya Civic General Gymnasium Città: Nagoya Capienza: 10 000 Anno d'apertura: 1987 | Tokyo Metropolitan Gymnasium Città: Tokyo Capienza: 10 000 Anno d'apertura: 1954 |  |

## Regolamento

### Formula
Le squadre hanno disputato un'unica fase con formula del girone all'italiana.

### Criteri di classifica
Se il risultato finale è stato di 3-0 o 3-1 sono stati assegnati 3 punti alla squadra vincente e 0 a quella sconfitta, se il risultato finale è stato di 3-2 sono stati assegnati 2 punti alla squadra vincente e 1 a quella sconfitta.
L'ordine del posizionamento in classifica è stato definito in base a:
- Punti;
- Ratio dei set vinti/persi;
- Ratio dei punti realizzati/subiti;
- Risultati degli scontri diretti.

## Squadre partecipanti
| Squadra         | Qualificazione                             | Ultima partecipazione |
| --------------- | ------------------------------------------ | --------------------- |
| Brasile         | 1ª al campionato sudamericano 2013         | Giappone 2009         |
| Giappone        | Paese organizzatore                        | Giappone 2009         |
| Rep. Dominicana | Wild card                                  | Giappone 2009         |
| Russia          | 1ª al campionato europeo 2013              | Giappone 2001         |
| Stati Uniti     | 1ª al campionato nordamericano 2013        | Giappone 2005         |
| Thailandia      | 1ª al campionato asiatico e oceaniano 2013 | Giappone 2009         |

## Torneo

### Risultati
| 12 novembre 2013 Nagoya Civic General Gymnasium, Nagoya Durata: 1h:26 - Spettatori: 850   | Thailandia      | 0 - 3 | Rep. Dominicana | 23-25, 21-25, 23-25               |
| 12 novembre 2013 Nagoya Civic General Gymnasium, Nagoya Durata: 1h:34 - Spettatori: 2 000 | Stati Uniti     | 0 - 3 | Brasile         | 24-26, 24-26, 20-25               |
| 12 novembre 2013 Nagoya Civic General Gymnasium, Nagoya Durata: 2h:18 - Spettatori: 6 500 | Giappone        | 3 - 1 | Russia          | 25-20, 26-28, 25-16, 26-24        |
| 13 novembre 2013 Nagoya Civic General Gymnasium, Nagoya Durata: 1h:22 - Spettatori: 650   | Brasile         | 3 - 0 | Thailandia      | 25-18, 25-17, 25-17               |
| 13 novembre 2013 Nagoya Civic General Gymnasium, Nagoya Durata: 1h:54 - Spettatori: 1 100 | Russia          | 3 - 1 | Rep. Dominicana | 25-14, 22-25, 25-23, 25-15        |
| 13 novembre 2013 Nagoya Civic General Gymnasium, Nagoya Durata: 2h:02 - Spettatori: 8 000 | Giappone        | 1 - 3 | Stati Uniti     | 19-25, 19-25, 25-19, 21-25        |
| 15 novembre 2013 Tokyo Metropolitan Gymnasium, Tokyo Durata: 1h:45 - Spettatori: 1 600    | Rep. Dominicana | 1 - 3 | Brasile         | 20-25, 15-25, 25-22, 19-25        |
| 15 novembre 2013 Tokyo Metropolitan Gymnasium, Tokyo Durata: 2h:14 - Spettatori: 3 500    | Stati Uniti     | 3 - 2 | Russia          | 16-25, 25-22, 25-19, 24-26, 15-13 |
| 15 novembre 2013 Tokyo Metropolitan Gymnasium, Tokyo Durata: 1h:40 - Spettatori: 8 500    | Thailandia      | 0 - 3 | Giappone        | 20-25, 27-29, 22-25               |
| 16 novembre 2013 Tokyo Metropolitan Gymnasium, Tokyo Durata: 2h:08 - Spettatori: 1 800    | Stati Uniti     | 3 - 2 | Thailandia      | 13-25, 27-25, 25-22, 21-25, 15-13 |
| 16 novembre 2013 Tokyo Metropolitan Gymnasium, Tokyo Durata: 1h:51 - Spettatori: 6 000    | Russia          | 1 - 3 | Brasile         | 25-18, 18-25, 22-25, 19-25        |
| 16 novembre 2013 Tokyo Metropolitan Gymnasium, Tokyo Durata: 1h:38 - Spettatori: 10 000   | Giappone        | 3 - 0 | Rep. Dominicana | 25-17, 25-19, 29-27               |
| 17 novembre 2013 Tokyo Metropolitan Gymnasium, Tokyo Durata: 1h:45 - Spettatori: 2 400    | Rep. Dominicana | 1 - 3 | Stati Uniti     | 14-25, 16-25, 25-21, 18-25        |
| 17 novembre 2013 Tokyo Metropolitan Gymnasium, Tokyo Durata: 1h:48 - Spettatori: 2 200    | Thailandia      | 3 - 1 | Russia          | 18-25, 25-22, 25-21, 25-23        |
| 17 novembre 2013 Tokyo Metropolitan Gymnasium, Tokyo Durata: 1h:40 - Spettatori: 10 000   | Brasile         | 3 - 0 | Giappone        | 29-27, 25-14, 25-18               |

### Classifica
| Pos | Squadra         | Pt | G | V | P | SV | SP | Ratio | PF  | PS  | Ratio |
| --- | --------------- | -- | - | - | - | -- | -- | ----- | --- | --- | ----- |
| 1   | Brasile         | 15 | 5 | 5 | 0 | 15 | 2  | 7.500 | 421 | 342 | 1.231 |
| 2   | Stati Uniti     | 10 | 5 | 4 | 1 | 12 | 9  | 1.333 | 464 | 449 | 1.033 |
| 3   | Giappone        | 9  | 5 | 3 | 2 | 10 | 7  | 1.429 | 403 | 393 | 1.025 |
| 4   | Russia          | 4  | 5 | 1 | 4 | 8  | 13 | 0.615 | 465 | 470 | 0.989 |
| 5   | Thailandia      | 4  | 5 | 1 | 4 | 5  | 13 | 0.385 | 391 | 421 | 0.929 |
| 6   | Rep. Dominicana | 3  | 5 | 1 | 4 | 6  | 12 | 0.500 | 367 | 436 | 0.842 |

## Podio

### Campione
Formazione: 1 Fabiana Claudino, 2 Caroline Gattaz, 5 Adenízia da Silva, 8 Cláudia da Silva, 9 Michelle Pavão, 10 Walewska de Oliveira, 11 Tandara Caixeta, 12 Natália Pereira, 13 Sheilla de Castro, 14 Fabiana de Oliveira, 15 Monique Pavão, 16 Fernanda Garay, 17 Josefa de Souza, 18 Camila Brait, CT: José Roberto Guimarães

### Secondo posto
Formazione: 1 Alisha Glass, 4 Cursty Jackson, 5 Tamari Miyashiro, 7 Cassidy Lichtman, 8 Lauren Gibbemeyer, 9 Kristin Richards, 10 Jordan Larson, 12 Kayla Banwarth, 13 Christa Harmotto, 14 Nicole Fawcett, 15 Kelly Murphy, 16 Kimberly Hill, 17 Lauren Paolini, 20 Jenna Hagglund, CT: Karch Kiraly

### Terzo posto
Formazione: 1 Miyu Nagaoka, 2 Hitomi Nakamichi, 3 Saori Kimura, 4 Kanako Hirai, 5 Yukino Nagamatsu, 7 Arisa Satō, 8 Kotoki Zayasu, 10 Nana Iwasaka, 12 Yuki Ishii, 13 Risa Shinnabe, 14 Yukiko Ebata, 16 Saori Sakoda, 17 Akari Oumi, 19 Riho Ōtake, CT: Masayoshi Manabe

## Classifica finale
| Pos | Squadra         |
| --- | --------------- |
|     | Brasile         |
|     | Stati Uniti     |
|     | Giappone        |
| 4   | Russia          |
| 5   | Thailandia      |
| 6   | Rep. Dominicana |

## Premi individuali
| Premio                 | Nome              | Squadra         |
| ---------------------- | ----------------- | --------------- |
| MVP                    | Fabiana Claudino  | Brasile         |
| Miglior palleggiatrice | Hitomi Nakamichi  | Giappone        |
| Miglior opposto        | Gina Mambrú       | Rep. Dominicana |
| Miglior schiacciatrice | Onuma Sittirak    | Thailandia      |
| Miglior schiacciatrice | Saori Sakoda      | Giappone        |
| Miglior centrale       | Pleumjit Thinkaow | Thailandia      |
| Miglior centrale       | Julija Sedova     | Russia          |
| Miglior libero         | Arisa Satō        | Giappone        |